# Цілочисельний трикутник

Трикутник Герона зі сторонами c, e і b + d і висотою a, усі числа цілі.

Цілочисельний трикутник — це трикутник, усі сторони якого мають цілі довжини. Раціональний трикутник можна означити як трикутник, у якого всі сторони мають раціональну довжину; будь-який раціональний трикутник можна змінити (всі сторони помножити на одне й те ж натуральне число, а саме спільне кратне їхніх знаменників) так, щоб отримати цілочисельний трикутник, тому в цьому розумінні немає істотної різниці між цілочисельними та раціональними трикутниками. Однак існують і інші визначення терміну «раціональний трикутник»: у 1914 році Кармайкл використав цей термін у тому розумінні, у якому ми сьогодні використовуємо термін трикутник Герона; Сомос використовує його для позначення трикутників, відношення сторін яких є раціональними; Конвей і Гай визначають раціональний трикутник як трикутник з раціональними сторонами і раціональними кутами, виміряними в градусах; отже, єдиним раціональним трикутником, що задовольняє всі означення, є рівносторонній трикутник з раціональними сторонами.
Існують різні властивості цілочисельного трикутника, наведені в першому розділі нижче. Усі інші розділи стосуються класів цілочисельних трикутників із певними властивостями.

## Загальні властивості цілочисельного трикутника

### Цілочисельні трикутники із заданим периметром
Будь-яка трійка натуральних чисел може служити довжинами сторін цілочисельного трикутника, якщо вона задовольняє нерівності трикутника: кожна сторона коротша за суму двох інших сторін. Кожна така трійка визначає цілочисельний трикутник, унікальний до конгруентності. Отже, кількість цілочисельних трикутників (з точністю до конгруентності) з периметром p є кількістю розбиттів числа p на три додатні числа, які задовольняють нерівність трикутника. Відомо, що це ціле число, наближене до p2⁄48, коли p парне, та до (p + 3)2⁄48, коли p непарне. Це також означає, що кількість цілочисельних трикутників з парними периметрами p = 2n дорівнює кількості цілочисельних трикутників з непарними периметрами p = 2n − 3. Таким чином, не існує цілочисельного трикутника з периметром 1, 2 або 4, але існують по одному з периметром 3, 5, 6 або 8 і два з периметром 7 або 10. Послідовність кількості цілочисельних трикутників з периметром p, починаючи з p = 1, така:
0, 0, 1, 0, 1, 1, 2, 1, 3, 2, 4, 3, 5, 4, 7, 5, 8, 7, 10, 8 … (послідовність A005044 з Онлайн енциклопедії послідовностей цілих чисел, OEIS)

### Цілочисельні трикутники із заданою найбільшою стороною
Кількість цілочисельних трикутників (з точністю до конгруентності) із заданою найбільшою стороною c і цілочисельною трійкою (a , b , c) — кількість таких цілих трійок, що a + b > c і a ≤ b ≤ c. Таке ціле значення визначають як Ceiling[(c + 1)⁄2 ] * Floor[(c + 1)⁄2 ]. Крім того, для парного c — це подвоєне трикутне число c⁄2 (c⁄2 + 1), а для непарного c — це квадратне число (c + 1)2⁄4. Звідси випливає, що кількість цілочисельних трикутників із найбільшою стороною c більше кількості цілочисельних трикутників із найбільшою стороною c − 2 на c. Послідовність кількості неконгруентних цілочисельних трикутників із найбільшою стороною c, починаючи з c = 1, така:
1, 2, 4, 6, 9, 12, 16, 20, 25, 30, 36, 42, 49, 56, 64, 72, 81, 90 … (послідовність A002620 з Онлайн енциклопедії послідовностей цілих чисел, OEIS)
Кількість цілочисельних трикутників (з точністю до конгруентності) із заданою найбільшою стороною c і цілочисельною трійкою (a , b , c), які лежать на півколі діаметра c або всередині нього, — це кількість цілих трійок, таких, що a + b > c , a2 + b2 ≤ c2 і a ≤ b ≤ c. Це також кількість цілочисельних тупокутних та прямокутних (НЕ гострокутних) трикутників з найбільшою стороною с. Послідовність, починаючи з c = 1, така:
0, 0, 1, 1, 3, 4, 5, 7, 10, 13, 15, 17, 22, 25, 30, 33, 38, 42, 48 … (послідовність A236384 з Онлайн енциклопедії послідовностей цілих чисел, OEIS)
Різниця двох вищенаведених послідовностей дає кількість гострокутних цілочисельних трикутників (з точністю до конгруентності) із даною найбільшою стороною c. Послідовність, починаючи з c = 1, така:
1, 2, 3, 5, 6, 8, 11, 13, 15, 17, 21, 25, 27, 31, 34, 39, 43, 48, 52 … (послідовність A247588 з Онлайн енциклопедії послідовностей цілих чисел, OEIS)

### Площа цілочисельного трикутника
За формулою Герона, якщо T — це площа трикутника, сторони якого мають довжини a, b і c, то
{\displaystyle 4T={\sqrt {(a+b+c)(a+b-c)(a-b+c)(-a+b+c)}}.}
З того, що всі доданки під радикалом у правій частині формули є цілими, випливає, що всі цілочисельні трикутники повинні мати ціле значення виразу 16T2, а T2 буде раціональним.

### Кути цілочисельного трикутника
За теоремою косинусів кожен кут цілочисельного трикутника має раціональний косинус.
Якщо кути будь-якого трикутника утворюють арифметичну прогресію, то один з його кутів повинен дорівнювати 60°. Для цілочисельних трикутників решта кутів також повинні мати раціональні косинуси, і метод генерування таких трикутників наведено нижче. Однак, крім тривіального випадку рівностороннього трикутника, не існує цілочисельних трикутників, кути яких утворюють геометричну або гармонійну прогресію. Це тому, що такі кути мають бути раціональними кутами виду πp/q з раціональним 0 <p/q < 1. Але всі кути цілочисельних трикутників повинні мати раціональні косинуси, і це відбудеться лише тоді, коли p/q = 1/3, тобто цілочисельний трикутник рівносторонній.
Квадрат кожної бісектриси внутрішнього кута цілочисельного трикутника є раціональним, оскільки загальна формула для бісектриси l внутрішнього кута кута A має вигляд {\displaystyle l={\tfrac {2{\sqrt {bcs(s-a)}}}{b+c}}} де s — півпериметр (і так само для бісектрис інших кутів).

### Поділ сторони висотою
Будь-яка висота, опущена з вершини на протилежну сторону або її продовження, розбиває цю сторону або її продовження на відрізки раціональних довжин.

### Медіани
Квадрат подвоєної медіани цілочисельного трикутника є цілим числом, оскільки загальна формула для квадрата медіани ma2 до сторони a
ma2 = {\displaystyle {\tfrac {(2b^{2}+2c^{2}-a^{2})}{4}}}, звідки (2ma)2 = 2b2 + 2c2 − a2 (для всіх медіан трикутника).

### Кола і радіуси
Оскільки квадрат площі цілочисельного трикутника є раціональним, квадрат радіуса описаного кола також є раціональним, як і квадрат радіуса писаного кола.
Відношення радіусу вписаного кола до радіуса описаного кола у цілочисельному трикутнику є раціональним і дорівнює {\displaystyle {\tfrac {4T^{2}}{sabc}}}, де s - півпериметр, а T — площа трикутника.
Добуток радіусів вписаного і описаного кіл цілочисельного трикутника є раціональним і дорівнює {\displaystyle {\tfrac {abc}{2(a+b+c)}}.}
Таким чином, квадрат відстані між центром вписаного та центром описаного кіл цілочисельного трикутника, який за теоремою Ейлера становить R 2 − 2 Rr, є раціональним.

## Трикутники Герона
Усі трикутники Герона можна помістити на ґратку так, щоб кожна його вершина розмістилася в точці ґратки.

### Загальна формула
Трикутник Герона — це трикутник із цілими сторонами та цілочисельною площею. Кожен трикутник Герона має сторони, які задовільняють рівності
{\displaystyle a=n(m^{2}+k^{2})}
{\displaystyle b=m(n^{2}+k^{2})}
{\displaystyle c=(m+n)(mn-k^{2})}
{\displaystyle {\text{Півпериметр}}=mn(m+n)}
{\displaystyle {\text{Площа}}=mnk(m+n)(mn-k^{2})}
де взаємно прості натуральні числа m, n і k такі, що:
{\displaystyle mn>k^{2}\geq m^{2}n/(2m+n)}
{\displaystyle m\geq n\geq 1.}
Коефіцієнт пропорційності, як правило, раціональне число виду {\displaystyle {\frac {p}{q}}}, де q = НСД (a, b, c) зводить утворений трикутник Герона до його примітиву, а число {\displaystyle p} масштабує цей примітив до необхідного розміру.

### Трикутники Піфагора
Трикутник Піфагора є прямокутним і водночас трикутником Герона. Його три цілі сторони відомі як числа Піфагора, або піфагорова трійка, або піфагорова тріада. Усі трійки Піфагора {\displaystyle (a,b,c)} з гіпотенузою {\displaystyle c}, які є взаємно простими (сторони, для довжин яких НСД=1), можуть бути утворені за допомогою формул
{\displaystyle a=m^{2}-n^{2},\,}
{\displaystyle b=2mn,\,}
{\displaystyle c=m^{2}+n^{2},\,}
{\displaystyle {\text{Півпериметр}}=m(m+n)\,}
{\displaystyle {\text{Площа}}=mn(m^{2}-n^{2})\,}
де m і n — взаємно прості цілі числа, одне з них парне, m > n.
Кожне парне число, більше 2, може бути катетом піфагорового трикутника (не обов'язково найпростішим), тому що коли катет заданий як {\displaystyle a=2m} і ми вибираємо {\displaystyle b=(a/2)^{2}-1=m^{2}-1} як другий катет, то гіпотенуза {\displaystyle c=m^{2}+1}. Це випливає з формул генерації, зазначених вище, якщо {\displaystyle n} встановити значення 1 і змінювати {\displaystyle m} на проміжку від 2 до нескінченності.

#### Трикутники Піфагора з цілочисельною висотою, проведеною до гіпотенузи
Немає примітивних трикутників Піфагора з цілочисельною висотою, проведеною до гіпотенузи. Це пояснюється тим, що подвійна площа дорівнює будь-якій основі, помноженій на відповідну висоту: таким чином, подвійна площа дорівнює як ab, так і cd, де d — висота, проведено до гіпотенузи c. Три довжини сторін примітивного трикутника взаємно прості, тому d = ab⁄c ; оскільки c не може дорівнювати 1 для будь-якого примітивного трикутника Піфагора, то d не може бути цілим числом.
Однак з будь-якого трикутника Піфагора з катетами x, y і гіпотенузою z можна створити трикутник Піфагора з цілочисельною висотою, збільшивши сторони в z разів. Якщо d — висота, то згенерований трикутник із цілочисельною висотою визначається як
{\displaystyle (a,b,c,d)=(xz,yz,z^{2},xy).\,}
Отже, всі трикутники Піфагора з катетами a і b, гіпотенузою c і цілочисельною висотою d, проведеною до гіпотенузи, з НСД(a, b, c, d) = 1, які обов'язково задовольняють одночасно a2 + b2 = c2 і {\displaystyle {\tfrac {1}{a^{2}}}+{\tfrac {1}{b^{2}}}={\tfrac {1}{d^{2}}}}, генеруються формулами
{\displaystyle a=(m^{2}-n^{2})(m^{2}+n^{2}),\,}
{\displaystyle b=2mn(m^{2}+n^{2}),\,}
{\displaystyle c=(m^{2}+n^{2})^{2},\,}
{\displaystyle d=2mn(m^{2}-n^{2}),\,}
{\displaystyle {\text{Півпериметр}}=m(m+n)(m^{2}+n^{2})\,}
{\displaystyle {\text{Площа}}=mn(m^{2}-n^{2})(m^{2}+n^{2})^{2}\,}
для взаємно простих цілих чисел m, n, таких, що m > п .

### Трикутники Герона зі сторонами, довжини яких утворюють арифметичну прогресію
Трикутник із цілими сторонами та цілочисельною площею має сторони, які утворюють арифметичну прогресії тоді й тільки тоді, коли сторони дорівнюють (b — d, b, b + d), де
{\displaystyle b=2(m^{2}+3n^{2})/g,}
{\displaystyle d=(m^{2}-3n^{2})/g,}
і де g — найбільший спільний дільник {\displaystyle m^{2}-3n^{2},} {\displaystyle 2mn,} і {\displaystyle m^{2}+3n^{2}.}

### Трикутники Герона, один кут в яких вдвічі більший іншого
Усі трикутники Герона з B = 2A також породжуються формулами
{\displaystyle a={\dfrac {k^{2}(s^{2}+r^{2})^{2}}{4}},}
{\displaystyle b={\dfrac {k^{2}(s^{4}-r^{4})}{2}},}
{\displaystyle c={\dfrac {k^{2}(3s^{4}-10s^{2}r^{2}+3r^{4})}{4}},}
{\displaystyle {\text{Площа}}={\dfrac {k^{2}csr(s^{2}-r^{2})}{2}},}
де k, s, r — цілі числа, такі, що s 2 > 3 r 2, або
{\displaystyle a={\dfrac {q^{2}(u^{2}+v^{2})^{2}}{4}}\,} ,
{\displaystyle b=q^{2}uv(u^{2}+v^{2})\,} ,
{\displaystyle c={\dfrac {q^{2}(14u^{2}v^{2}-u^{4}-v^{4})}{4}}\,} ,
{\displaystyle {\text{Площа}}={\dfrac {q^{2}cuv(v^{2}-u^{2})}{2}}\,} ,
де q, u, v — цілі числа, такі, що v > u і {\displaystyle v^{2}<(7+4{\sqrt {3}})u^{2}.}
Жоден трикутник Герона з B = 2A не є рівнобедреним або прямокутним трикутником, оскільки всі отримані комбінації кутів породжують кути з нераціональними синусами, що дає нераціональну площу або сторону.

### Рівнобедрений трикутник Герона
Усі рівнобедрені трикутники Герона є можна утворити шляхом з'єднання двох рівних трикутників Піфагора уздовж будь-якого з їхніх спільних катетів таким чином, що бічні сторони рівнобедреного трикутника є гіпотенузами піфагорових трикутників, а основа рівнобедреного трикутника вдвічі більша іншого катета трикутника Піфагора. Отже, кожен трикутник Піфагора є складовою для двох рівнобедрених трикутників Герона, оскільки з'єднання може бути вздовж будь-якого катета. Усі пари рівнобедрених трикутників Герона задані довжинами
{\displaystyle a=2(u^{2}-v^{2}),}
{\displaystyle b=u^{2}+v^{2},}
{\displaystyle c=u^{2}+v^{2},}
і
{\displaystyle a=4uv,}
{\displaystyle b=u^{2}+v^{2},}
{\displaystyle c=u^{2}+v^{2},}
для взаємно простих цілих чисел u і v з u > v і непарними сумами u + v.

### Трикутники Герона, периметр яких у чотири рази більший за просте число
Було показано, що трикутник Герона, периметр якого в чотири рази більший за просте число, однозначно пов'язаний з цим простим числом, яке конгруентне {\displaystyle 1} або {\displaystyle 3} за модулем {\displaystyle 8}. Відомо, що таке просте число {\displaystyle p} можна подати у вигляді суми {\displaystyle p=m^{2}+2n^{2}} (ідонеальні числа Ейлера). Крім того, було показано, що такі трикутники Герона є примітивними, оскільки найменша сторона трикутника має дорівнювати простиму числу, що становить одну чверть його периметра.
Отже, усі примітивні трикутники Герона, периметр яких у чотири рази більший за просте число, можуть бути утворені за допомогою формул
{\displaystyle a=m^{2}+2n^{2}}
{\displaystyle b=m^{2}+4n^{2}}
{\displaystyle c=2(m^{2}+n^{2})}
{\displaystyle {\text{Півпериметр}}=2a=2(m^{2}+2n^{2})}
{\displaystyle {\text{Площа}}=2mn(m^{2}+2n^{2})}
для цілих чисел m, n{\displaystyle m}{\displaystyle n} таки[, що сума {\displaystyle m^{2}+2n^{2}} є простим числом.
Крім того бачимо, що розклад площі на прості множники має вигляд {\displaystyle 2mnp}, де {\displaystyle p=m^{2}+2n^{2}}. Однак площа трикутника Герона завжди ділиться на {\displaystyle 6}. Звідси маємо, що крім випадку {\displaystyle m=1} і {\displaystyle n=1,} який дає {\displaystyle p=3,} всі інші значення m, n {\displaystyle m}бути такими, щоб хоча б одне з них ділилося на {\displaystyle 3}.

### Трикутники Герона з цілими радіусами вписаного та зовнівписаних кіл
Існує нескінченно багато розкладних і нескінченно багато нерозкладних примітивних (непіфагорових) трикутників Герона із цілими радіусами для вписаного кола та кожного зовнівписаного кола. Сімейство розкладних трикутників Герона задано формулами
{\displaystyle a=4n^{2},\quad \quad b=(2n+1)(2n^{2}-2n+1),\quad \quad c=(2n-1)(2n^{2}+2n+1),}
{\displaystyle r=2n-1,\quad \quad r_{a}=2n+1,\quad \quad r_{b}=2n^{2},\quad \quad r_{c}={\text{Площа}}=2n^{2}(2n-1)(2n+1);}
а сімейство нерозкладних трикутників Герона задається формулами
{\displaystyle a=5(5n^{2}+n-1),\quad \quad b=(5n+3)(5n^{2}-4n+1),\quad \quad c=(5n-2)(5n^{2}+6n+2),}
{\displaystyle r=5n-2,\quad \quad r_{a}=5n+3,\quad \quad r_{b}=5n^{2}+n-1,\quad \quad r_{c}={\text{Площа}}=(5n-2)(5n+3)(5n^{2}+n-1).}

### Трикутники Герона як грані тетраедра
Існують тетраедри з цілочисельним об'ємом і трикутники Герона є гранями таких тетраедрів. Один з таких тетраедрів, приклад, має одне ребро 896, протилежне ребро 190, а інші чотири ребра 1073; дві грані мають площі 436800, а дві інші мають площі 47120, а об'єм 62092800. :p.107

### Трикутники Герона в 2D-решітці
Двовимірна решітка — це регулярний масив ізольованих точок, де при виборі будь-якої точки декартовим початком координат (0, 0) всі інші точки мають координати (x, y), де x і y є цілими числами. Трикутник решітки — це будь-який трикутник, накреслений у межах 2D-решітки таким чином, що всі вершини лежать в точках решітки. За теоремою Піка трикутник решітки має раціональну площу, яка є цілим або напівцілим числом (виражається дробом зі знаменником 2). Якщо трикутник решітки має цілі сторони, то він є трикутником Герона з цілочисельною площею.
Крім того, було доведено, що всі трикутники Герона можна намалювати як трикутники решітки. Отже, цілочисельний трикутник є трикутником Герона тоді і тільки тоді, коли його можна намалювати як трикутник решітки.
Є безліч примітивно трикутників Герона (не Піфагора), які можуть бути розміщені на цілочисельній решітці усіма вершинами, з центром вписаного кола і всіма трьома ексцентриками в вузлах решітки. Дві сімейства таких трикутників наведені вище в розділі Трикутники Герона з цілими радіусами вписаного та зовнівписаних кіл. :Thm. 5

## Цілі автомедіанні трикутники
Автомедіанний трикутник — це трикутник, у якого медіани знаходяться в тих самих пропорціях (у протилежному порядку), що й сторони. Якщо x, y і z — три сторони прямокутного трикутника, впорядковані в порядку зростання довжини, і якщо 2x < z, то z, x + y і y − x — три сторони автомедіанного трикутника. Наприклад, прямокутний трикутник з довжинами сторін 5, 12 і 13 може бути використаний, щоб отримати найменший нетривіальний (тобто не рівносторонній) цілочисельний автомедіанний трикутник з довжинами сторін 13, 17 і 7.
Отже, використовуючи формулу Евкліда, яка генерує примітивні трикутники Піфагора, можна створити примітивні цілочисельні автомедіанні трикутники формулами
{\displaystyle a=|m^{2}-2mn-n^{2}|}
{\displaystyle b=m^{2}+2mn-n^{2}}
{\displaystyle c=m^{2}+n^{2}}
з взаємно простими {\displaystyle m}, {\displaystyle n} і непарним {\displaystyle m+n}, такими, що {\displaystyle n<m<n{\sqrt {3}}} (якщо вираз всередині знаків абсолютного значення від'ємний) або {\displaystyle m>(2+{\sqrt {3}})n} (якщо ця величина додатна), щоб задовольнити нерівність трикутника.
Важливою характеристикою автомедіанного трикутника є те, що квадрати його сторін утворюють арифметичну прогресію. Зокрема, {\displaystyle c^{2}-a^{2}=b^{2}-c^{2}}, тому {\displaystyle 2c^{2}=a^{2}+b^{2}.}

## Цілочисельні трикутники з властивостями певного кута

### Цілочисельні трикутники з бісектрисою раціонального кута
Сімейство трикутників із цілими сторонами {\displaystyle a,b,c} і з раціональною бісектрисою {\displaystyle d} кута A визначається формулами
{\displaystyle a=2(k^{2}-m^{2}),}
{\displaystyle b=(k-m)^{2},}
{\displaystyle c=(k+m)^{2},}
{\displaystyle d={\tfrac {2km(k^{2}-m^{2})}{k^{2}+m^{2}}},}
де цілі числа задовольняють умову {\displaystyle k>m>0} .

### Цілочисельні трикутники з цілимиn-секторами всіх кутів
Існують нескінченно багато неподібних трикутників, в яких три сторони і бісектриса кожого з трьох кутів є цілими числами.
Існує нескінченна кількість неподібних трикутників, у яких три сторони і дві трисектриси кожного з трьох кутів є цілими числами.
Однак, при n > 3 не існує трикутників, у яких три сторони і (n – 1) n -секторів кожного з трьох кутів є цілими числами.

### Цілочисельні трикутники із раціональним косинусом одного з кутів
Деякі цілочисельні трикутники з кутом при вершині A, що мають раціональний косинус h/k (h < 0 або > 0; k > 0), задані формулами
{\displaystyle a=p^{2}-2pqh+q^{2}k^{2},}
{\displaystyle b=p^{2}-q^{2}k^{2},}
{\displaystyle c=2qk(p-qh),}
де p і q — взаємно прості натуральні числа, такі, що p > qk.

#### Цілочисельні трикутники з кутом 60° (кути в арифметичній прогресії)
Усі цілочисельні трикутники з кутом 60° мають кути в арифметичній прогресії. Усі сторони таких трикутників пропорційні числам:
{\displaystyle a=4mn,}
{\displaystyle b=3m^{2}+n^{2},}
{\displaystyle c=2mn+|3m^{2}-n^{2}|},
де m, n - взаємно прості цілі числа і 1 ≤ n ≤ m або 3m ≤ n. Звідси всі примітивні рішення можна отримати, поділивши a, b і c на їхній найбільший спільний дільник.
Цілочисельні трикутники з кутом 60° також можна створити за допомогою формул
{\displaystyle a=m^{2}-mn+n^{2},}
{\displaystyle b=2mn-n^{2},}
{\displaystyle c=m^{2}-n^{2},}
з взаємно простими цілими числами m, n такими, що 0 < n < m (кут 60° протилежний стороні a). Звідси всі примітивні рішення можна отримати, поділивши a, b і c на їхній найбільший спільний дільник (наприклад, рівносторонній трикутник отримують, взявши m = 2 і n = 1, але це дає a = b = c = 3, що не є примітивним рішенням).
Точніше, якщо {\displaystyle m\equiv -n\ ({\text{mod}}\ 3)}, тоді НСД(a, b,c) = 3, інакше НСД(a, b,c) = 1. Дві різні пари {\displaystyle (m,n)} і {\displaystyle (m,m-n)} генерують ту саму трійку. На жаль, обидві пари можуть мати НСД = 3, тому ми не можемо уникнути повторень, просто пропустивши цей випадок. Натомість повторень можна уникнути перебираючи до {\displaystyle m/2}. Нам ще потрібно поділити на 3, якщо НСД = 3. Єдине рішення для {\displaystyle n=m/2} за наведених вище обмежень є {\displaystyle (3,3,3)\equiv (1,1,1)} для {\displaystyle m=2,n=1}. З обмеженням {\displaystyle n\leq m/2} всі трійки можуть бути створені однозначно.
Трійка Ейзенштейна — це набір цілих чисел, які є довжинами сторін трикутника, один із кутів якого дорівнює 60°.

#### Цілочисельні трикутники з кутом 120°
Цілочисельні трикутники з кутом 120° можна створити за допомогою формул
{\displaystyle a=m^{2}+mn+n^{2},}
{\displaystyle b=2mn+n^{2},}
{\displaystyle c=m^{2}-n^{2},}
із взаємно простими цілими числами m, n за умови 0 < n < m (кут 120° протилежний стороні довжини a). Звідси всі примітивні рішення можна отримати, поділивши a, b і c на їх найбільший спільний дільник. Найменшим розв'язком для m = 2 і n = 1 є трикутник зі сторонами (3,5,7).
Точніше, якщо {\displaystyle m\equiv n\ ({\text{mod}}\ 3)}, тоді НСД(a, b,c) = 3, інакше НСД(a, b,c)=1. Оскільки найбільша сторона a може бути створена лише за допомогою однієї пари {\displaystyle (m,n)}, кожна примітивна трійка може бути згенерована двома способами: один раз безпосередньо з НСД = 1 і один раз опосередковано з НСД = 3. Тому, щоб однозначно генерувати всі примітивні трійки, можна просто додати додаткову умову {\displaystyle m\not \equiv n\ (mod\ 3)}. 

### Цілочисельні трикутники з одним кутом, рівним довільному раціональному числу, помноженому на інший кут
Для додатних простих цілих чисел h і k трикутник із наступними сторонами має кути {\displaystyle h\alpha }, {\displaystyle k\alpha }, і {\displaystyle \pi -(h+k)\alpha }, а отже, два кути у відношенні h : k, а його сторони є цілими числами:
{\displaystyle a=q^{h+k-1}{\frac {\sin h\alpha }{\sin \alpha }}=q^{k}\cdot \sum _{0\leq i\leq {\frac {h-1}{2}}}(-1)^{i}{\binom {h}{2i+1}}p^{h-2i-1}(q^{2}-p^{2})^{i},}
{\displaystyle b=q^{h+k-1}{\frac {\sin k\alpha }{\sin \alpha }}=q^{h}\cdot \sum _{0\leq i\leq {\frac {k-1}{2}}}(-1)^{i}{\binom {k}{2i+1}}p^{k-2i-1}(q^{2}-p^{2})^{i},}
{\displaystyle c=q^{h+k-1}{\frac {\sin(h+k)\alpha }{\sin \alpha }}=\sum _{0\leq i\leq {\frac {h+k-1}{2}}}(-1)^{i}{\binom {h+k}{2i+1}}p^{h+k-2i-1}(q^{2}-p^{2})^{i},}
де {\displaystyle \alpha =\arccos \!{\frac {p}{q}}}, а p і q — будь-які взаємно прості числа, такі що {\displaystyle \cos {\frac {\pi }{h+k}}<{\frac {p}{q}}<1} .

#### Цілочисельні трикутники з кутом, вдвічі більшим за інший кут
Розглянемо трикутники з кутом А проти сторони {\displaystyle a} і кутом B проти сторони {\displaystyle b}. Деякі трикутники з B = 2А генеруються формулами
{\displaystyle a=n^{2},}
{\displaystyle b=mn,}
{\displaystyle c=m^{2}-n^{2},}
з цілими числами m, n такими, що 0 < n < m < 2n.
Усі трикутники з B = 2A (цілими чи ні) задовольняють умову {\displaystyle a(a+c)=b^{2}.}

#### Цілочисельний трикутник, один кут якого дорівнює 3/2 іншого
Клас подібних трикутників з {\displaystyle B={\tfrac {3}{2}}A} задається формулами
{\displaystyle a=mn^{3},}
{\displaystyle b=n^{2}(m^{2}-n^{2}),}
{\displaystyle c=(m^{2}-n^{2})^{2}-m^{2}n^{2},}
з цілими числами {\displaystyle m,n} такими, що {\displaystyle 0<\varphi n<m<2n}, де {\displaystyle \varphi } є золотим перетином {\displaystyle \varphi ={\frac {1+{\sqrt {5}}}{2}}\approx 1.61803}.
Всі трикутники з {\displaystyle B={\tfrac {3}{2}}A} (з цілими сторонами чи ні) задовольняють умову {\displaystyle (b^{2}-a^{2})(b^{2}-a^{2}+bc)=a^{2}c^{2}.}

#### Цілочисельний трикутник з одним кутом утричі більшим іншого
Ми можемо створити повний клас еквівалентності подібних трикутників, які задовольняють умову B = 3А за допомогою формул
{\displaystyle a=n^{3},\,}
{\displaystyle b=n(m^{2}-n^{2}),\,}
{\displaystyle c=m(m^{2}-2n^{2}),\,}
де {\displaystyle m} і {\displaystyle n} — цілі числа, такі, що {\displaystyle {\sqrt {2}}n<m<2n}.
Усі трикутники з B = 3A (з цілими сторонами чи ні) задовольняють умову {\displaystyle ac^{2}=(b-a)^{2}(b+a).}

### Цілочисельні трикутники з трьома раціональними кутами
Єдиний цілочисельний трикутник з трьома раціональними кутами (раціональними мірою у градусах, або еквівалентно раціональними частинами повного обороту) є рівностороннім трикутником. Це пояснюється тим, що з цілих сторін випливає три раціональних косинуса за теоремою косинусів, а за теоремою Нівена раціональний косинус відповідає раціональному куту тоді і тільки тоді, коли косинус дорівнює 0, ±1/2 або ±1. Єдиними з них, які дають кут строго між 0° і 180°, є значення косинуса 1/2 для кута 60°, значення косинуса -1/2 для кута 120° і значення косинуса 0 для кута 90°. Єдина комбінація трьох з них, що дозволяє багаторазове використання будь-якого з них і щоб їх сума становила 180°, — це три кути по 60°.

## Цілочисельні трикутники з цілим відношенням радіуса описаного до радіуса вписаного кола
У теорії еліптичних кривих доводяться умови, при яких цілочисельний трикутник має ціле відношення N радіуса описаного кола до радіуса вписаного кола. У випадку рівностороннього трикутника, маємо N = 2. У кожному відомому випадку N ≡ 2 (mod 8) — тобто N — 2 ділиться на 8.

## Трикутні пари 5-Con
Пара трикутників 5-Con — це пара трикутників, які подібні, але не конгруентні, і мають три рівні кути та дві рівні довжини сторін. Примітивні цілі трикутники 5-Con, у яких чотири різні цілі сторони (дві сторони, кожна з яких є в обох трикутниках, і одна інша сторона в кожному трикутнику) не мають простих множників, мають потрійні сторони
{\displaystyle (x^{3},x^{2}y,xy^{2})} і {\displaystyle (x^{2}y,xy^{2},y^{3})}
для додатних прості цілих чисел x і y. Найменшим прикладом є пара (8, 12, 18), (12, 18, 27), породжена x = 2, y = 3.

## Конкретні цілі трикутники
- Єдиний трикутник із послідовними цілими числами для сторін і площі має сторони (3, 4, 5) і площу 6.
- Єдиний трикутник із послідовними цілими числами для висоти та сторін має сторони (13, 14, 15) і висоту до сторони 14 довжиною 12.
- Трикутник (2, 3, 4) і його кратні є єдиними трикутниками з цілими сторонами в арифметичній прогресії і мають властивість додаткового зовнішнього кута.[36][37][38] Ця властивість стверджує, що якщо кут C тупий і якщо висота з вершини B проведена до АСперетинає її у точці P, то ∠CAB=2∠CBP.
- Трикутник (3, 4, 5) і його кратні є єдиними цілочисельними прямокутними трикутниками зі сторонами в арифметичній прогресії.[38]
- Трикутник (4, 5, 6) і його кратні є єдиними трикутниками, один з кутів яких вдвічі більші іншого і мають цілі сторони в арифметичній прогресії.[38]
- Трикутник (3, 5, 7) і його кратні є єдиними трикутниками з кутом 120° і мають цілі сторони в арифметичній прогресії.[38]
- Єдиний цілочисельний трикутник із площею, яка дорівнює півпериметру,[39] має сторони (3, 4, 5).
- Єдині цілочисельні трикутники з площею, яка дорівнює периметру, мають сторони[39][40] (5, 12, 13), (6, 8, 10), (6, 25, 29), (7, 15, 20) і (9, 10, 17). З них перші два, але не три останні, є прямокутними трикутниками.
- Існують цілі трикутники з трьома раціональними медіанами.[10] :p. 64Найменший має сторони (68, 85, 87). Інші трикутники (127, 131, 158), (113, 243, 290), (145, 207, 328) та (327, 386, 409).
- Рівнобедрених трикутників Піфагора немає.[15]
- Єдині примітивні трикутники Піфагора, для яких квадрат периметра кратний площі, це (3, 4, 5) з периметром 12 і площею 6 і з відношенням периметра в квадраті до площі 24; (5, 12, 13) з периметром 30 і площею 30 і з відношенням периметра в квадраті до площі 30; і (9, 40, 41) з периметром 90 і площею 180 і з відношенням периметра в квадраті до площі 45.[41]
- Існує єдина (з точністю до подібності) пара раціонального прямокутного трикутника і раціонального рівнобедреного трикутника, які мають однаковий периметр і однакову площу. Унікальна пара складається з трикутника (377, 135, 352) і трикутника (366, 366, 132).[42] Не існує пари таких трикутників, якщо трикутники також повинні бути примітивними цілочисельнимим трикутниками.[42] Автори наголошують на вражаючому факті, що друге твердження можна довести елементарною аргументацією (вони це роблять у своєму додатку А), тоді як перше твердження потребує сучасної вкрай нетривіальної математики.